# Tryonia circumstriata
Tryonia circumstriata är en snäckart som först beskrevs av Emery Clarence Leonard och Ho 1960.  Tryonia circumstriata ingår i släktet Tryonia och familjen tusensnäckor. Inga underarter finns listade i Catalogue of Life.